# Машенцев, Дмитрий Владимирович
Дмитрий Владимирович Машенцев (род. 1 мая 1976, Кыргызстан) — киргизский футболист и футбольный судья.

## Биография
В качестве футболиста выступал во второй половине 1990-х годов за «Динамо» (Ош) и «Жаштык» (Ош/Кара-Суу), сыграл 42 матча в высшей лиге Кыргызстана.
С начала 2000-х годов занимается судейством футбольных матчей, представляет город Ош. Неоднократно был главным судьёй финальных матчей Кубка Кыргызстана (2002, 2004, 2005, 2011, 2016) и Суперкубка страны (2014, 2017, 2018). В 2018 году присвоена национальная судейская категория. Признан лучшим судьёй Кыргызстана 2018 года.
С 2004 года имеет звание рефери ФИФА. На международных матчах начинал работать в 2004 году как судья на линии, с 2007 года — как главный арбитр. Неоднократно судил матчи азиатских клубных турниров и международные матчи сборных, в том числе в отборочном турнире чемпионата мира в азиатской зоне.